# Pilar López Sancho
Pilar López Sancho (Madrid, 1953) es doctora en Ciencias Físicas y profesora de investigación del CSIC, en el Departamento de Teoría y Simulación de Materiales del Instituto de Ciencia de Materiales de Madrid del CSIC. Premio Emmy Noether de la Sociedad Europea de Físicas. 
Ha publicado artículos en revistas internacionales sobre Teoría de la Materia Condensada, propiedades electrónicas de superconductores de alta temperatura crítica, de nanotubos de carbono y de grafeno.

## Trayectoria
Se licenció en Ciencias Físicas en la Universidad Complutense de Madrid (UCM) en 1975 y se doctoró en 1979 en la misma universidad. Sus estudios se han centrado principalmente en Física del Estado Sólido. Actualmente es Profesora de Investigación del Consejo Superior de Investigaciones Científicas, en el Departamento de Teoría de la Materia Condensada del Instituto de Ciencia de Materiales de Madrid.
Antes de finalizar bachillerato dudaba entre matemáticas y física, hasta que cuatro amigas decidieron estudiar Física para "entender las leyes del Universo". Al acabar su licenciatura le concedieron una beca de Formación de Personal Investigador para llevar a cabo su tesis doctoral en Física de Superficies en el Centro de Física Aplicada Leonardo Torres Quevedo del CSIC. Sus tesis giró en torno a un estudio experimental de la interacción de gases con metales, de gran relevancia en Física de Superficies por las posibles aplicaciones industriales.
En 1979 viajó a Londres para empezar una estancia postdoctoral en el Imperial College donde empezó a realizar trabajo teórico y el estudio de las propiedades electrónicas de metales y modelos de quimisorción. Al regresar a España fue contratada en el Instituto de Física de Materiales del CSIC como becaria posdoctoral hasta 1986. En 1984, se produjo un acontecimiento muy relevante en la física de materia condensada: el descubrimiento de la superconductividad de alta temperatura.
En 1986, comenzó a ser Colaboradora Científica en el CSIC para centrarse en estudio de estos materiales. Desde entonces y hasta la actualidad ha desarrollado siempre su actividad profesional en esta institución como Investigadora Científica entre 1990 y 2006 y como Profesora de Investigación hasta la actualidad, compaginándola con estancias en diversos centros de investigación: Internacional Centre for Theoretical Physics (Condensed-Matter Group, Trieste, Italia), University of Warick (Department of Physics.Coventry, Inglaterra), Interdisciplinary Research Center in Superconductivity (University of Cambridge, Inglaterra), Institute for Theoretical Physics, (University of California, EUA), Max Plack Institut fur Physik Complexer Systeme Dresden Alemania),International Center for Condensed Matter Physics, Universidade de Brasilia (Brasil), Kavli Institute for Theoretical Physics, (University of California, EUA), Aspen Center for Physics (Aspen, EUA).

## Carrera  profesional
Es miembro del Comité Ejecutivo de la Real Sociedad Española de Física (RSEF), presidenta del Grupo Especializado de “Mujeres en Física” de la RSEF y miembro de la Sociedad Americana de Física. Fue presidenta de la Asociación de Mujeres Investigadoras y Tecnólogas (AMIT).
El desarrollo de su carrera científica se ha desarrollado en el ámbito de la Física de la Materia Condensada: propiedades electrónicas de superconductores de alta temperatura crítica, de nanotubos de  carbono y de grafeno y otros  sistemas  con fuerte  correlación  electrónica. Dichos materiales poseen propiedades que no se pueden explicar mediante los modelos tradicionales, por lo cual se necesita utilizar técnicas nuevas para poder interpretar su comportamiento, aprovechando sus propiedades para fabricar dispositivos mediante los cuales se facilite la vida cotidiana. Pilar López Sancho, al hablar sobre el grafeno en una entrevista, afirma que ha sido un descubrimiento muy importante, tanto por sus propiedades como por sus aplicaciones.
En 2022 recibió el premio Emmy Noether de la Sociedad Europea de Físicas.

## Crítica a la desigualdad de género en el trabajo
Pilar López Sancho , como mujer científica realiza una crítica sobre la desigualdad de género a nivel laboral en el ámbito de la investigación y, basada en sus experiencias a lo largo de su carrera profesional. Afirma que en el ámbito de la investigación, a pesar de ser objetivo e imparcial, se percibe la misma desigualdad de género que en los demás ámbitos de la sociedad y que esta realidad no estaba plasmada en las estadísticas. Además, refuerza su afirmación diciendo que su crítica no es una mera hipótesis sino una tesis apoyada por datos y estudios empíricos. Cita que ejemplifica una de sus experiencias a largo plazo a nivel de oportunidades laborales. 

“Cuando estudias la carrera, eres becaria, haces la tesis y empiezas a trabajar no ves diferencia con tus compañeros, sólo estás volcada en trabajar y en publicar; y cuando empiezas a notar la diferencia ya es tarde; porque la diferencia real está en las mayores tasas de éxito de los hombres, y eso comienza a preocuparte cuando quieres tener un proyecto de investigación o un becario y no lo consigues, y te vas fijando que tus compañeros sí lo logran, que es más fácil si eres hombre y que el investigador principal siempre es el jefe”

,. Y como ejemplo de esa mayor tasa de éxito de los científicos apunta:

“En mi trayectoria en el CSIC he visto muchas mujeres jubilarse en la categoría más baja y sólo uno o dos hombres”

.
López Sancho informa que fue un documento del Instituto de Tecnología de Massachusetts (MIT) el que informó de la discriminación tradicional de las mujeres en su claustro en el 2000. Esto desembocó en una emergente toma de consciencia y como consecuencia se creará la AMIT (Asociación de mujeres investigadoras y tecnólogas).

## Algunas publicaciones

### Libros
- 1982. Estudio de la interacción gas-superficie por los métodos de espectroscopía en fase gas y en fase adsorbida (ionización superficial), desorción térmica y estimulada por bombardeo electrónico en el caso de CH4, CO2 y O, reacción de síntesis en superficie C + O -- CO. Colección tesis doctorales 137 - 182. Editorial de la Universidad Complutense de Madrid, Servicio de Reprografía, 321 pp.